# Michael Craig-Martin
Michael Craig-Martin (Dublín, 28 d'agost de 1941) és un artista conceptual i pintor irlandès. És conegut per formar part del grup Young British Artists, i per la seva famosa obra An Oak Tree, Un arbre de roure. És professor emèrit de Belles Arts a Goldsmiths, centre que forma part de la Universitat de Londres.
Es va formar als Estats Units i a Anglaterra, on va fer la seva primera exposició individual el 1966. La seva obra mostra influència del Pop art i del minimalisme. Cal destacar les seves interpretacions de Las Meninas de Velázquez, que es van poder veure el 2008 a Barcelona a l'exposició Oblidant Velázquez. Las Meninas, al Museu Picasso de Barcelona. També són conegudes les seves algunes natures mortes basades en les obres de Zurbarán.